# کوره انگبرتسن
کوره انگبرتسن (نروژی: Kaare Engebretsen; ۲۲ اوت ۱۸۹۳ – ۱۶ اکتبر ۱۹۶۰) بازیکن فوتبال اهل نروژ بود.
از باشگاه‌هایی که در آن بازی کرده‌است می‌توان به باشگاه فوتبال لین اشاره کرد.
وی همچنین در تیم ملی فوتبال نروژ بازی کرده‌است.